# Gorzen
Gorzen (Emberizidae) zijn een familie van zangvogels. Het zijn zaadeters met een speciaal gevormde snavel. De gorzen maken deel uit van de superfamilie Passeroidea. De familie telt maar één geslacht:
- Emberiza

Dit geslacht telt meer dan veertig soorten.

## Kenmerken
Gorzen kunnen vaak aan hun opmerkelijke koptekening onderscheiden worden. Althans dat geldt voor het mannetje, de vrouwtjes hebben vaak minder kenmerken waaraan zij gemakkelijk herkend kunnen worden. Hun verenkleed is zeer gevarieerd, maar bij de meeste soorten nogal onopvallend gekleurd. De staart is vrij lang en soms gevorkt. De vleugels zijn lang en meestal spits. Ze hebben korte, kegelvormige snavels, die uitermate geschikt zijn om zaden mee te pellen. De lichaamslengte varieert van 10 tot 20 cm.

## Leefwijze
De leefwijze van gorzen is in vele opzichten vergelijkbaar met die van vinken (Fringillidae) en zij werden daar soms ook wel onder gerekend. Sommige gorzensoorten hebben dan ook een naam die het element vink bevat.

## Voortplanting
Hun komvormige nesten zijn vaak overdekt en zijn meestal laag in een struik of boom of op de grond gebouwd. Het legsel bestaat uit twee tot zeven eieren met een rode, bruine of zwarte tekening op een lichte ondergrond.

## Verspreiding
Deze familie komt alleen in Eurazië en Afrika voor. De meeste soorten leven in open landschappen, maar de biotoopvoorkeuren lopen toch sterk uiteen. De meeste soorten zijn trekvogels. In de Lage Landen zijn de geelgors (Emberiza citrinella) en de rietgors (E. schoeniclus) de meest algemene soorten gorzen.

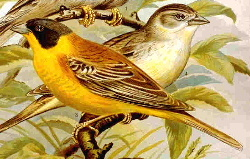
Zwartkopgors
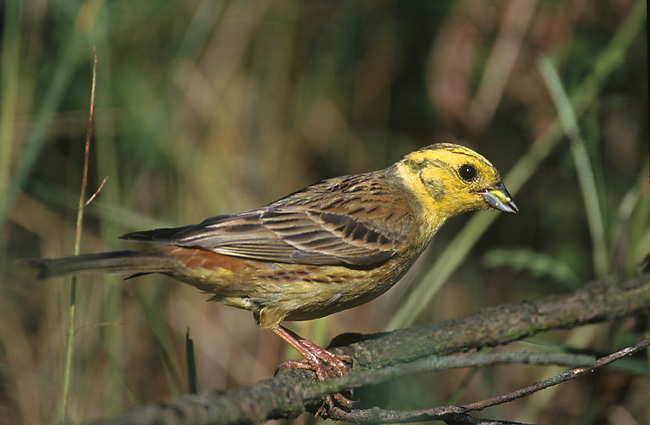
Geelgors
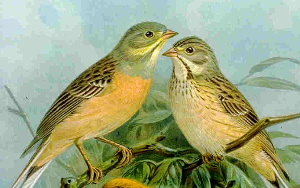
Ortolaan

Acanthisittidae (Rotswinterkoningen) · Acanthizidae (Australische zangers) · Acrocephalidae (Rietzangers) · Aegithalidae (Staartmezen) · Aegithinidae (Iora's) · Alaudidae (Leeuweriken) · Alcippeidae (Alcippes) · Artamidae (Spitsvogels) ·  Atrichornithidae (Doornkruipers) · Bernieridae (Madagaskarzangers) · Bombycillidae (Pestvogels) · Buphagidae (Ossenpikkers) · Calcariidae (IJsgorzen) · Callaeidae (Nieuw-Zeelandse lelvogels) · Calyptomenidae (Afrikaanse breedbekken) · Calyptophilidae (Tapuittangaren) · Campephagidae (Rupsvogels) · Cardinalidae (Kardinaalachtigen) · Certhiidae (Echte boomkruipers) · Cettiidae (Struikzangers) · Chaetopidae (Rotsspringers) · Chloropseidae (Bladvogels) · Cinclidae (Waterspreeuwen) · Cinclosomatidae (Kwartellijsters) · Cisticolidae (Graszangers) · Climacteridae (Australische kruipers) · Cnemophilidae (Satijnvogels) · Conopophagidae (Muggeneters) · Corcoracidae (Slijknestkraaien) · Corvidae (Kraaien) · Cotingidae (Cotinga's) · Dasyornithidae (Borstelvogels) · Dicaeidae (Bastaardhoningvogels) · Dicruridae (Drongo's) · Donacobiidae (Zwartkopdonacobius) · Dulidae (Palmtapuiten) · Elachuridae (Elachura) · Emberizidae (Gorzen) · Erythrocercidae (Elfmonarchen) · Estrildidae (Prachtvinken) · Eulacestomatidae (Leldikkop) · Eupetidae (Ralbabbelaars) · Eurylaimidae (Breedbekken en hapvogels) · Falcunculidae (Harlekijndikkoppen) · Formicariidae (Mierlijsters) · Fringillidae (Vinkachtigen) · Furnariidae (Ovenvogels) · Grallariidae (Mierpitta's) · Hirundinidae (Zwaluwen) · Hyliidae (Hylia's) · Hyliotidae (Hyliota's) · Hylocitreidae (Bessendikkop) · Hypocoliidae (Zijdestaarten) · Icteridae (Troepialen) · Icteriidae (Geelborstzanger) · Ifritidae (Ifrita) · Irenidae (Irena's) · Laniidae (Klauwieren) · Leiothrichidae (Babbelaars) · Locustellidae (Sprinkhaanzangers) · Machaerirhynchidae (Bootsnavels) · Macrosphenidae (Afrikaanse zangers) · Malaconotidae (Bosklauwieren) · Maluridae (Elfjes)    · Melampittidae (Paradijspitta's) · Melanocharitidae (Bessenpikkers) · Melanopareiidae (Maansluipers) · Meliphagidae (Honingeters) · Menuridae (Liervogels) · Mimidae (Spotlijsters) · Mitrospingidae (Mitrospingustangaren) · Modulatricidae (Vlekkeellijsters) · Mohoidae (O'o's) · Mohouidae (Mohoua's) · Monarchidae (Monarchen) · Motacillidae (Kwikstaarten en piepers) · Muscicapidae (Vliegenvangers) · Nectariniidae (Honingzuigers) · Neosittidae (Boomlopers) · Nesospingidae (Puertoricaanse tangare) ·  Nicatoridae (Nicators) · Notiomystidae (Hihi) · Onychorhynchidae (Kroontirannen) ·  Oreoicidae (Oreoica's) · Oriolidae (Wielewalen en vijgvogels) · Orthonychidae (Stronklopers) · Oxyruncidae (Scherpsnavel) ·  Pachycephalidae (Dikkoppen en fluiters) · Panuridae (Baardmannetje) · Paradisaeidae (Paradijsvogels) · Paradoxornithidae (Diksnavelmezen) · Paramythiidae (Prachtbessenpikkers) · Pardalotidae (Diamantvogels) · Paridae (Mezen) · Parulidae (Amerikaanse zangers) · Passerellidae (Amerikaanse gorzen) · Passeridae (Mussen) · Pellorneidae (Grondtimalia's) · Petroicidae (Australische vliegenvangers) · Peucedramidae (Oranjekopzanger) · Phaenicophilidae (Hispaniolatangaren) · Philepittidae (Asities) · Phylloscopidae (Boszangers) · Picathartidae (Kaalkopkraaien) · Pipridae (Manakins) · Pittidae (Pitta's) · Pityriasidae (Borstelkop) · Platylophidae (Maleise kuifgaai) · Platysteiridae (Lelvliegenvangers) · Ploceidae (Wevers en verwanten) · Pnoepygidae (Pnoepyga's) · Polioptilidae (Muggenvangers) · Pomatostomidae (Australaziatische babbelaars) · Promeropidae (Afrikaanse suikervogels) · Prunellidae (Heggenmussen) · Psophodidae (Zwiepfluiters) · Ptiliogonatidae (Zijdevliegenvangers) · Ptilonorhynchidae (Prieelvogels) · Pycnonotidae (Buulbuuls) · Regulidae (Goudhaantjes) · Remizidae (Buidelmezen) · Rhagologidae (Geschubde dikkop) · Rhinocryptidae (Tapaculo's) · Rhipiduridae (Waaierstaarten) · Rhodinocichlidae (Troepiaaltangare) · Salpornithidae (Gevlekte boomkruipers) · Sapayoidae (Breedbekmanakin) · Scotocercidae (Maquiszanger) · Sittidae (Boomklevers) · Spindalidae (Spindalissen) · Stenostiridae (Elfvliegenvangers) · Sturnidae (Spreeuwen) · Sylviidae (Grasmussen) · Teretistridae (Cubaanse zangers) · Thamnophilidae (Miervogels) · Thraupidae (Tangaren) · Tichodromidae (Rotskruiper) · Timaliidae (Timalia's) · Tityridae (Tityra's) · Troglodytidae (Winterkoningen) · Turdidae (Lijsters) · Tyrannidae (Tirannen) · Urocynchramidae (Przewalski's roodmus) · Vangidae (Vanga's) · Viduidae (Wida's) · Vireonidae (Vireo's) · Zeledoniidae (Zeledonia) · Zosteropidae (Brilvogels)